# 第61回天皇杯全日本サッカー選手権大会
第61回天皇杯全日本サッカー選手権大会（だい61かいてんのうはいぜんにほんサッカーせんしゅけんたいかい）は、1981年（昭和56年）12月19日から1982年（昭和57年）1月1日まで開かれた天皇杯全日本サッカー選手権大会である。

## 概要
- 本大会出場は28チーム。

## 出場チーム

### 日本サッカーリーグ1部
- マツダ（30回目）
- 新日本製鐵（25回目）
- 古河電工（18回目）
- 日立製作所（17回目）
- 三菱重工（17回目）
- ヤンマー（14回目）
- フジタ工業（10回目）
- 本田技研（8回目）
- 読売クラブ（7回目）
- ヤマハ発動機（5回目）

### 北海道
- 札幌大学（7回目）

### 東北
- 五戸町役場（5回目）

### 関東
- 早稲田大学（20回目）
- 筑波大学（10回目）
- 日本鋼管（10回目）
- 日産自動車（4回目）
- 富士通（4回目）

### 北信越
- YKK（初出場）

### 東海
- トヨタ自工（9回目）
- 愛知学院大学（初出場）

### 関西
- 大阪商業大学（8回目）
- 大日日本電線（5回目）
- 同志社大学（2回目）
- 松下電器（初出場）

### 中国
- 川崎製鉄水島（初出場）

### 四国
- 帝人（12回目）

### 九州
- 九州産業大学（8回目）
- 福岡大学（8回目）

## 試合

### 1回戦
- 帝人 1-3 トヨタ自工
- マツダ 1-2 九州産業大学
- 大日日本電線 0-2 新日本製鐵
- 読売クラブ 2-0 大阪商業大学
- 川崎製鉄水島 1-3 松下電器
- 早稲田大学 6-0 五戸町役場
- 福岡大学 1-4 同志社大学
- 筑波大学 6-0 YKK
- 富士通 1-3 日立製作所
- ヤマハ発動機 1-2 日産自動車
- 愛知学院大学 0-3 本田技研
- 日本鋼管 6-1 札幌大学

### 2回戦
- ヤンマー 2-1 トヨタ自工
- 九州産業大学 1-3 新日本製鐵
- 読売クラブ 1-0 松下電器
- 早稲田大学 0-3 三菱重工
- 古河電工 11-4 同志社大学
- 筑波大学 3-1 日立製作所
- 日産自動車 1-2 本田技研
- 日本鋼管 2-1 フジタ工業

### 準々決勝
- ヤンマー 1-2 新日本製鐵
- 読売クラブ 0(PK7-6)0 三菱重工
- 古河電工 1-2 筑波大学
- 本田技研 2-4 日本鋼管

### 準決勝
- 新日本製鐵 0(PK3-5)0 読売クラブ
- 筑波大学 0-1 日本鋼管

### 決勝
- 読売クラブ 0-2 日本鋼管